# Autostrada A406 (Franța)
Autostrada A406, numită și Contournement Sud de Mâcon, este o bretea de legătură cu 2x2 benzi care se continuă în prelungirea RCEA. Inițial având o lungime de 9 km, aceasta este concesionată către APRR și este cu taxă.
Aceasta leagă autostrada A40, venind dinspre Geneva, de RN79, în direcția Moulins, și de autostrada A6, în direcția Lyon. Acest nou tronson are, de asemenea, scopul de a asigura varianta de ocolire sudică a orașului Mâcon pentru traficul local (care reprezintă două treimi din traficul estimat). În acest sens, deservește zone de activități economice și aeroportul.
Cu un cost de 140 de milioane de euro fără TVA (dintre care 23 de milioane de euro pentru viaductul peste râul Saône), estimările de trafic la deschiderea sa indicau o medie de 12.000 de vehicule pe zi în partea sa sudică, dintre care 19 % erau vehicule grele.
Lucrările de terasament au început în martie 2009, iar deschiderea a avut loc în martie 2011.
În cadrul planului de relansare a autostrăzilor din 2015, un tronson de 2 km al RN79 a fost concesionat către APRR, rămânând însă gratuit, pentru a fi extins la 2x2 benzi și adus la standardele autostrăzilor. Clasificarea ca autostradă a avut loc în octombrie 2019, iar darea în exploatare efectivă s-a realizat pe 12 noiembrie 2019, ceea ce a extins lungimea autostrăzii A406 la 11 km.
Lucrările au durat 2 ani și au costat 39 de milioane de euro.

## Istoric

### Generalități
- 13.04.1989: Decizie ministerială privind principiul unui tronson de autostradă concesionat.
- 30.05.2002: Aprobare a Avant-proiectului sumativ (APS) și definirea benzii finale de 300 de metri.
- 2002 - 2004: Studii de impact în cadrul programului Natura 2000.
- 12.2005 - 01.2006: Ancheta prealabilă pentru Declarația de Utilitate Publică (DUP)[n 2].

### Declarații de utilitate publică
Secțiune direct conformă standardelor autostrăzilor
- 24.07.2007: Secțiunea Replonges - Varennes-lès-Mâcon (A40 - ieșirea 2)[1].

Secțiune adusă la standardele autostrăzilor
- 26.04.2017: Secțiunea Varennes-lès-Mâcon - Mâcon-Loché-TGV (ieșirile 2 la 3), (a doua cale de rulare)[2].

Drum expres integrabil
- 09.04.1976: Secțiunea Varennes-lès-Mâcon - Mâcon-Loché-TGV (ieșirile 2 la 3)[3][4], (prima cale de rulare), (→ RN79).
- 07.07.1992: Secțiunea Varennes-lès-Mâcon - Mâcon-Loché-TGV (ieșirile 2 la 3)[5], (înlocuiește DUP-ul din 1976 pentru secțiunea vizată), (prima cale de rulare), (→ RN79).

### Darea în exploatare
Secțiune direct conformă standardelor autostrăzilor
- 07.03.2011: Replonges - Varennes-lès-Mâcon (A40 - ieșirea 2).

Secțiune adusă la standardele autostrăzilor
- 12.11.2019: Secțiunea Varennes-lès-Mâcon - Mâcon-Loché-TGV (ieșirile 2 la 3), (a doua cale de rulare).

Drum expres integrabil
- 18.12.1995: Secțiunea Varennes-lès-Mâcon - Mâcon-Loché-TGV (ieșirile 2 la 3), (prima cale de rulare), (→ RN79).

## Traseu
| De la A40 până la ieșirea 2; secțiune cu taxă concesionată către APRR.        | |              |
| A40 E21 E62                                                                   | |              |
| Intersecție                                                                   | Nod rutier între A40 și A406 (nod rutier parțial).                                                                                              | A40          |
| A406 E62                                                                      | |              |
|                                                                               | Punctul de taxare Replonges. |              |
| 1 - Crottet                                                                   | Orașe deservite: Châtillon-sur-Chalaronne, Pont-de-Veyle (nod rutier parțial).                                                                  | RD933 RD1179 |
| De la ieșirea 2 până la ieșirea 3; secțiune gratuită concesionată către APRR. | |              |
|                                                                               | Viaductul Saône (450 m). |              |
|                                                                               | Trecerea din departamentul Ain în departamentul Saône-et-Loire. Trecerea din regiunea Auvergne-Rhône-Alpes în regiunea Bourgogne-Franche-Comté. |              |
| 2 - Varennes-lès-Mâcon                                                        | Orașe deservite: Lyon, Villefranche-sur-Saône, Bourg-en-Bresse, Mâcon-centru, Mâcon-sud, P.A. Mâcon Saône.                                      | RD906        |
| 2.1 - Mâcon-sud A6 29                                                         | Orașe deservite: Paris, Mâcon-nord, Lyon, Villefranche-sur-Saône, Vinzelles.                                                                    | A6           |
| 3 - Mâcon-Loché T.G.V.                                                        | Orașe deservite: Charnay-lès-Mâcon, Gara Mâcon-Loché-TGV                                                                                        |              |
| A406 E62                                                                      | |              |
| DN79 E62                                                                      | |              |